# ونوس خوری-غاتا
ونوس خوری-غاتا (به فرانسوی: Vénus Khoury-Ghata) نویسنده قرن بیستم میلادی اهل فرانسه است.